# 노르웨이 육군항공대
노르웨이 육군항공대 ((NoAAS), 영어: Norwegian Army Air Service, 노르웨이어: Hærens flyvåpen)는 1914년 설립되었다. 이 군의 주요 기지는 칼레어 플라이파브리크와 칼레어 공항이다. 1944년 11월 10일 노르웨이 육군항공대는 왕립 노르웨이 해군항공대와 왕립 노르웨이 공군으로 편입되며 사라진다.

## 같이 보기
- 칼레어 FF9 카제
- 포커 C.V